# Мралино
Мралино (мкд. Мралино) је насеље у Северној Македонији, у северном делу државе. Мралино је насеље у оквиру општине Илинден, која припада приградском делу Области Града Скопља.
Мралино има велики значај за српску заједницу у Северној Македонији, пошто Срби чине значајну мањину у насељу.

## Географија
Мралино је смештено у северном делу Северне Македоније. Од најближег града, Скопља, село је удаљено 25 km источно.
Село Мралино се налази у историјској области Скопско поље. Село је положено у источном делу Скопске котлине, које је равничарско, пољопривредно подручје. Пар километара јужније протиче Вардар. Источно од насеља издиже се брежуљкаст крај Которци. Надморска висина насеља је приближно 225 метара.
Месна клима је континентална са утицајем Егејског мора (жарка лета).

## Становништво
Мралино је према последњем попису из 2021. године имало 980 становника.
Претежна вероисповест месног становништва је православље.
| Национални састав према попису из 2021.‍ | Национални састав према попису из 2021.‍ | Национални састав према попису из 2021.‍ | Национални састав према попису из 2021.‍ | Национални састав према попису из 2021.‍ |
| --------------------------------------- | --------------------------------------- | --------------------------------------- | --------------------------------------- | --------------------------------------- |
|                                         |                                         |                                         |                                         |                                         |
| Македонци                               | Македонци                               |                                         | 759                                     | 77,4%                                   |
| Срби                                    | Срби                                    |                                         | 119                                     | 12,1%                                   |